# 岡山済生会総合病院

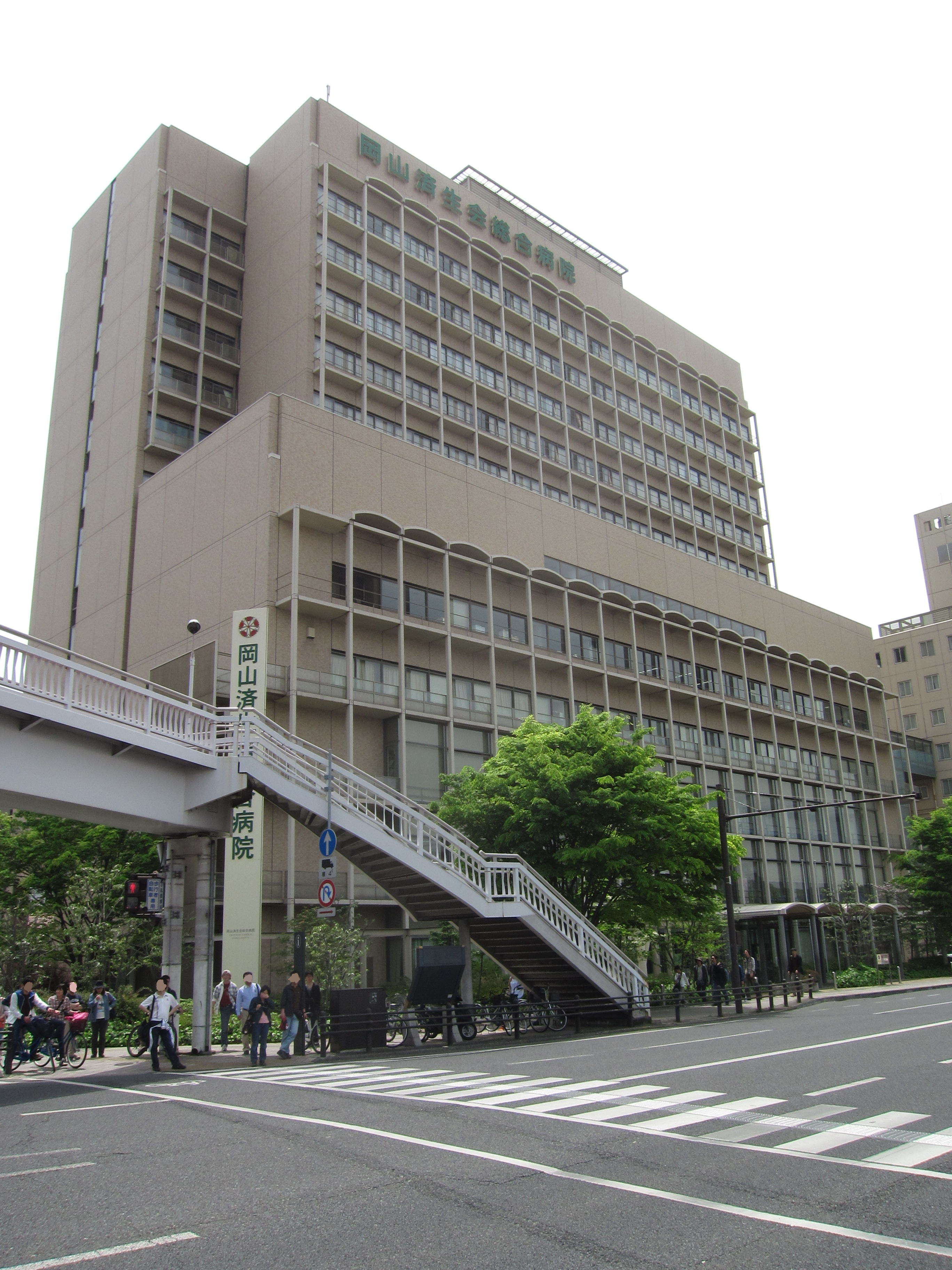
旧本館（岡山市北区伊福町）、現：岡山済生会外来センター病院

岡山済生会総合病院（おかやまさいせいかいそうごうびょういん）は、岡山県岡山市北区国体町にある、社会福祉法人恩賜財団済生会支部岡山県済生会が運営する病院である。2016年に入院と外来を分離し、救急外来・入院・緩和ケア（外来・入院）を行う岡山済生会総合病院と、外来診療を行う岡山済生会附属外来センターとなった。2018年に岡山済生会附属外来センターは外来診療・包括ケア（外来・入院）を行う岡山済生会外来センター病院となった。

## 沿革
（この節の出典）
- 1938年（昭和13年） - 岡山済生会岡山診療所として開設。
- 1948年（昭和23年） - 済生会岡山病院と改称。
- 1957年（昭和32年） - 現在の名称に変更。
- 1958年（昭和33年） - 岡山済生会総合病院附属高等看護学院開設。
- 1958年（昭和37年） - 瀬戸内海巡回診療船済生丸就航。
- 1972年（昭和47年） - 特別養護老人ホーム「憩いの丘」を開設。
- 1998年（平成10年） - 済生会ライフケアセンターを開設。
- 2012年（平成24年） - 介護老人保健施設「備中荘」及び特別養護老人ホーム「宇垣荘」を開設。
- 2013年（平成25年） - 養護老人ホーム「玉松園」を開設（岡山市北区御津宇垣、旧岡山市養護老人ホーム玉松園）。
- 2014年（平成26年） - 養護老人ホーム「玉松園」を新設移転（岡山市北区御津金川）。
- 2016年（平成28年）1月1日 - 岡山済生会総合病院を岡山市北区国体町に移転[1]。従来の本館（北区伊福町）を岡山済生会附属外来センターに変更。従来の西館（北区伊福町）を廃止。
- 2018年（平成30年）9月1日 - 岡山済生会附属外来センターを岡山済生会外来センター病院に変更[3]。

## 診療科
内科、消化器内科、循環器内科、呼吸器内科、小児科、外科、呼吸器外科、消化器外科、乳腺・内分泌外科、皮膚科、泌尿器科、整形外科、形成外科、産婦人科、眼科、耳鼻咽喉科、脳神経外科、神経科、心療科、放射線科、麻酔科、リハビリテーション科、救急科、病理診断科

## 医療機関の指定・認定
（この節の出典）
- 保険医療機関
- 労災保険指定医療機関
- 指定自立支援医療機関（更生医療）
- 指定自立支援医療機関（育成医療）
- 指定自立支援医療機関（精神通院医療）
- 身体障害者福祉法指定医の配置されている医療機関
- 生活保護法指定医療機関
- 医療保護施設
- 結核指定医療機関
- 指定養育医療機関
- 指定小児慢性特定疾病医療機関
- 難病の患者に対する医療等に関する法律に基づく指定医療機関
- 戦傷病者特別援護法指定医療機関
- 原子爆弾被爆者医療指定医療機関
- 原子爆弾被爆者一般疾病医療取扱医療機関
- 公害医療機関
- 母体保護法指定医の配置されている医療機関
- 地域医療支援病院
- 災害拠点病院
- へき地医療拠点病院
- 臨床研修病院
- 独型臨床研修施設
- 管理型臨床研修施設
- 臨床修練病院等（外国医師等）
- がん診療連携拠点病院
- 肝疾患診療連携拠点病院
- DPC対象病院
- 無料低額診療事業実施医療機関
- 救急告示病院[5]
- 公益財団法人日本医療機能評価機構認定病院[6]

## フロア
岡山済生会総合病院（入院棟・管理棟）、岡山済生会外来センター病院本館、岡山済生会健診センター（西3号館）で構成されている。

### 岡山済生会総合病院（国体町）[7]
- 屋上 - ヘリポート
- 10階 - 病棟、緩和ケア病棟・緩和ケア外来、肝臓病センター
- 9階 - 病棟
- 8階 - 病棟、腎臓病・糖尿病総合医療センター
- 7階 - 病棟
- 6階 - 病棟、呼吸器病センター
- 5階 - 病棟
- 4階 - 病棟
- 3階 - 中央手術室、ICU、HCU、中央滅菌材料室、病理診断科、臨床工学科
- 2階 - リハビリテーションセンター、生理機能検査、医局、薬剤科、臨床研究センター、栄養科
- 1階 - 救急センター、救急病棟、患者サポートセンター、がん相談支援センター、内視鏡センター、MRI、CT、IVR、RI、放射線治療センター、中央検査科、専門外来、総合受付、患者図書「ふれあい情報コーナー」、コンビニエンスストア「セブン-イレブン」、理美容室、キャッシュコーナー（中国銀行・トマト銀行[8]）

- 管理棟4階・・・会議室
- 管理棟3階・・・支部・病院管理部門
- 管理棟2階・・・支部・病院管理部門

### 岡山済生会外来センター病院（伊福町）[9]
- 13階 - 機械室
- 12階 - 休止中
- 11階 - 休止中
- 10階 - 地域包括ケア病棟（さくら）
- 9階 - 地域包括ケア病棟（はなみずき）
- 8階 - 腎臓病センター
- 7階 - 麻酔科、泌尿器科、リハビリテーションセンター、がん相談
- 6階 - 眼科、日帰り手術センター
- 5階 - 中央検査室
- 4階 - 放射線科（画像診断センター）、内視鏡センター（健診）、CT検査
- 3階 - （外来診療科） 内科B、整形外科、耳鼻咽喉科、産婦人科、小児科、皮膚科、形成・美容外科、栄養指導室、看護外来室、プレイルーム・授乳室
- 2階 - （外来診療科） 内科A、外科、脳神経外科、心療科・神経科、生理機能（心電図、超音波、脳波）検査室、中央採血・注射・採尿（一般検査）、カウンセリングルーム
- 1階 - 総合受付（初診、再診、会計）、地域医療連携センター（医療福祉課、地域医療連携室等）、点滴治療室、レストラン「カラビーナ」、コンビニエンスストア「セブン-イレブン」、お薬渡し口、キャッシュコーナー（トマト銀行・中国銀行[8]）
- B1階 - MRI室、超音波検査室、薬剤科、職員レストラン、厨房
- B2階 - 洗濯室、機械室

### 西3号館
- 2階 - 健診センター
- 1階 - 健診センター

## 周辺施設
- JR岡山駅西口
- 国道53号
- 国道180号
- 奉還町商店街
- 岡山中央奉還町病院
- 済生会ライフケアセンター
- ノートルダム清心女子大学
- ファミリーマート岡山清心大前店
- 岡山進研学院
- オルガホール

## 交通アクセス
- JR各線「岡山駅」（運動公園口）より北に徒歩9分[10]
- 岡電バス「済生会病院前」停留所下車[10]

## 不祥事・事件

### 別患者の乳房の誤切除
- 2008年8月19日  - 40代女性の左乳房を誤って切除したと発表。組織検査の際に検体番号を誤って書き込んだために、別の患者のものと取り違えられ、乳癌と診断されたことが原因とされている。病院側は被害女性に謝罪したが、女性側は納得しておらず、業務上過失傷害容疑での刑事告訴も検討している。[11][12][13][14]
- 2008年9月1日 - 上記の件に関して、ホームページにお詫び文掲載。（院長）
- 2009年3月 - 患者側が弁護士に委任。
- 2009年5月 - 患者側が弁護士を通じて訴訟提起。
- 2009年7月 - 話し合いの結果、和解となる。
本件は、患者側と病院の話し合いで円満和解となり、解決。なお、刑事訴訟も行われることはなかった。

### 知人女性に対する無断堕胎事件
- 2020年8月9日、同病院の医師(副医長)が本人の承諾なしに知人女性に堕胎手術を行ったとして、不同意堕胎致傷容疑で逮捕された。